# زكاة الركاز
زكاة الركاز الركاز هو دفين، من الذهب والفضة، وفيه الخمس حالًا يصرف في مصارف الزكاة. روى البخاري في صحيحه قال: «حدثنا عبد الله بن يوسف أخبرنا مالك عن ابن شهاب عن سعيد بن المسيب وعن أبي سلمة بن عبد الرحمن عن أبي هريرة رضي الله عنه أن رسول الله ﷺ قال: "العجماء جبار والبئر جبار والمعدن جبار وفي الركاز الخمس» قال النووي: «وقال مالك وابن إدريس الركاز دفن الجاهلية في قليله وكثيره الخمس وليس المعدن بركاز وقد قال النبي صلى الله عليه وسلم في المعدن جبار وفي الركاز الخمس وأخذ عمر بن عبد العزيز من المعادن من كل مائتين خمسة وقال الحسن ما كان من ركاز في أرض الحرب ففيه الخمس وما كان من أرض السلم ففيه الزكاة وإن وجدت اللقطة في أرض العدو فعرفها وإن كانت من العدو ففيها الخمس وقال بعض الناس المعدن ركاز مثل دفن الجاهلية لأنه يقال أركز المعدن إذا خرج منه شيء قيل له قد يقال لمن وهب له شيء أو ربح ربحا كثيرا أو كثر ثمره أركزت ثم ناقض وقال لا بأس أن يكتمه فلا يؤدي الخمس».

## قد الواجب
قال علي رضي الله تعالى عنه وإن وجدتها في قرية خربت على عهد فارس فخمسها لنا وأربعة أخماسها لك وسنتمها لك أي نعطيك الخمس منها أيضا؛ ولأن وجوب الخمس في المصاب باعتبار أنه مما أوجف عليه المسلمون فلا يكون الوجوب على المصيب خاصة فهو في كونه مصرفا كغيره.